# Garons
Garons est une ville française située dans le département du Gard, en région Occitanie.
Exposée à un climat méditerranéen, aucun cours d'eau permanent n'est répertorié sur la commune. La commune possède un patrimoine naturel remarquable :  un espace protégé (les « Costières de Nimes ») et une zone naturelle d'intérêt écologique, faunistique et floristique.
Garons est une commune rurale qui compte 5 244 habitants en 2022, après avoir connu une forte hausse de la population depuis 1962. Elle est dans l'unité urbaine de Garons et fait partie de l'aire d'attraction de Nîmes. Ses habitants sont appelés les Garonnais ou  Garonnaises.

## Géographie

### Localisation
La ville est située à une dizaine de kilomètres au sud-est de Nîmes, sur le plateau des Costières, à une altitude de 94 mètres.
Elle est desservie par la sortie n°2 de l'autoroute A54.
La commune est située dans l'arrondissement de Nîmes et dans le canton de Marguerittes.
| Caissargues | Bouillargues |            |
|             | Garons       | Bellegarde |
|             | Saint-Gilles |            |

Les communes limitrophes sont  Bellegarde, Bouillargues, Caissargues et Saint-Gilles.

### Climat
Pour des articles plus généraux, voir Climat de l'Occitanie et Climat du Gard.
En 2010, le climat de la commune est de type climat méditerranéen franc, selon une étude s'appuyant sur une série de données couvrant la période 1971-2000. En 2020, Météo-France publie une typologie des climats de la France métropolitaine dans laquelle la commune est exposée à un climat méditerranéen et est dans la région climatique Provence, Languedoc-Roussillon, caractérisée par une pluviométrie faible en été, un très bon ensoleillement (2 600 h/an), un été chaud (21,5 °C), un air très sec en été, sec en toutes saisons, des vents forts (fréquence de 40 à 50 % de vents > 5 m/s) et peu de brouillards.
Pour la période 1971-2000, la température annuelle moyenne est de 14,4 °C, avec une amplitude thermique annuelle de 17,2 °C. Le cumul annuel moyen de précipitations est de 735 mm, avec 5,9 jours de précipitations en janvier et 2,7 jours en juillet. Pour la période 1991-2020, la température moyenne annuelle observée sur la station météorologique la plus proche, située sur la commune de Nîmes à 9 km à vol d'oiseau, est de 15,6 °C et le cumul annuel moyen de précipitations est de 734,4 mm,. Pour l'avenir, les paramètres climatiques de la commune estimés pour 2050 selon différents scénarios d’émission de gaz à effet de serre sont consultables sur un site dédié publié par Météo-France en novembre 2022.

### Voies de communication et transports

#### Axes routiers
La commune est desservie par la route départementale D442 et par la portion de l'autoroute A54 qui relie Nîmes à Arles.

#### Transports en commun
La ville est desservie par la ligne 41 (Nîmes-Garons) des transports en commun de Nîmes (TanGO!).

### Milieux naturels et biodiversité

#### Espaces protégés
La protection réglementaire est le mode d’intervention le plus fort pour préserver des espaces naturels remarquables et leur biodiversité associée,.
Un  espace protégé est présent sur la commune : 
les « Costières de Nimes », un terrain acquis (ou assimilé) par un conservatoire d'espaces naturels, d'une superficie de 2 027 ha.

#### Zones naturelles d'intérêt écologique, faunistique et floristique

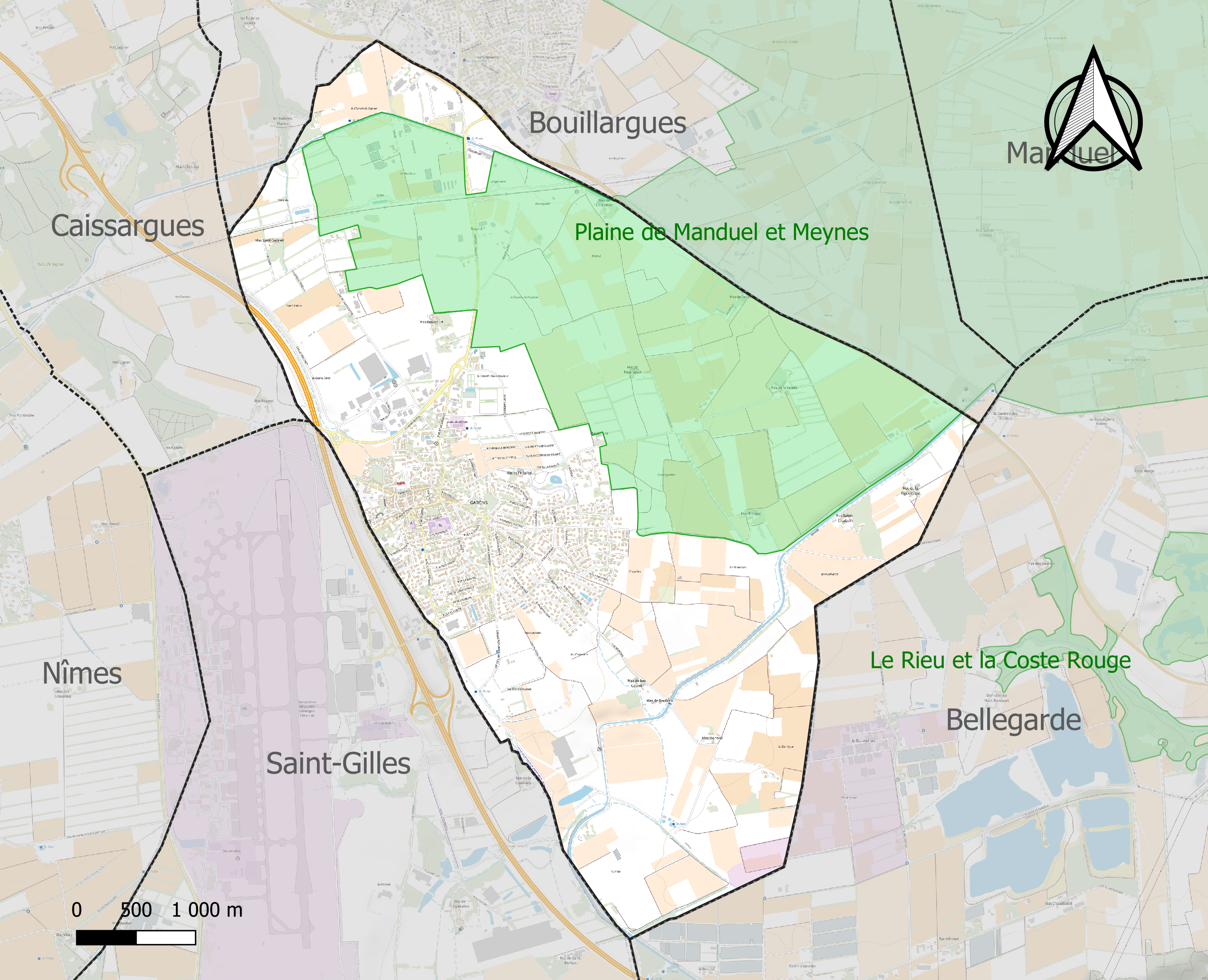
Carte de la ZNIEFF de type 1 localisée sur la commune.

L’inventaire des zones naturelles d'intérêt écologique, faunistique et floristique (ZNIEFF) a pour objectif de réaliser une couverture des zones les plus intéressantes sur le plan écologique, essentiellement dans la perspective d’améliorer la connaissance du patrimoine naturel national et de fournir aux différents décideurs un outil d’aide à la prise en compte de l’environnement dans l’aménagement du territoire.
Une ZNIEFF de type 1 est recensée sur la commune :
la « plaine de Manduel et Meynes » (9 783 ha), couvrant 15 communes du département.

## Urbanisme

### Typologie
Au 1er janvier 2024, Garons est catégorisée bourg rural, selon la nouvelle grille communale de densité à sept niveaux définie par l'Insee en 2022.
Elle appartient à l'unité urbaine de Garons, une unité urbaine monocommunale constituant une ville isolée,. Par ailleurs la commune fait partie de l'aire d'attraction de Nîmes, dont elle est une commune de la couronne,. Cette aire, qui regroupe 92 communes, est catégorisée dans les aires de 200 000 à moins de 700 000 habitants,.

### Occupation des sols
L'occupation des sols de la commune, telle qu'elle ressort de la base de données européenne d’occupation biophysique des sols Corine Land Cover (CLC), est marquée par l'importance des territoires agricoles (80,6 % en 2018), en diminution par rapport à 1990 (88,9 %). La répartition détaillée en 2018 est la suivante : 
zones agricoles hétérogènes (43 %), cultures permanentes (37,6 %), zones urbanisées (12,1 %), zones industrielles ou commerciales et réseaux de communication (7 %), forêts (0,2 %). L'évolution de l’occupation des sols de la commune et de ses infrastructures peut être observée sur les différentes représentations cartographiques du territoire : la carte de Cassini (XVIIIe siècle), la carte d'état-major (1820-1866) et les cartes ou photos aériennes de l'IGN pour la période actuelle (1950 à aujourd'hui).

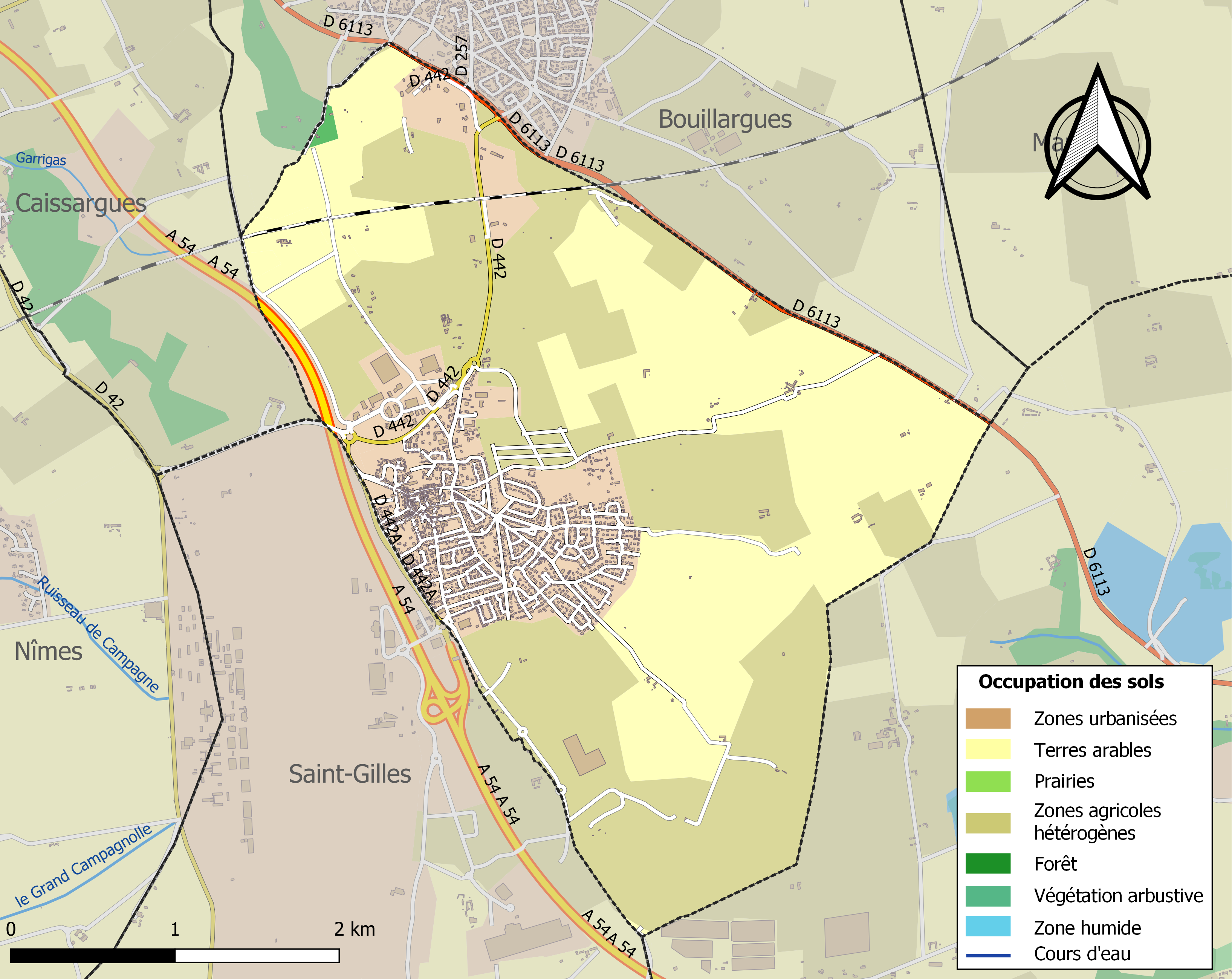
Carte des infrastructures et de l'occupation des sols de la commune en 2018 (CLC).

### Risques majeurs
Le territoire de la commune de Garons est vulnérable à différents aléas naturels : météorologiques (tempête, orage, neige, grand froid, canicule ou sécheresse), inondations, feux de forêts et séisme (sismicité faible). Il est également exposé à un risque technologique,  le transport de matières dangereuses. Un site publié par le BRGM permet d'évaluer simplement et rapidement les risques d'un bien localisé soit par son adresse soit par le numéro de sa parcelle.

#### Risques naturels
Certaines parties du territoire communal sont susceptibles d’être affectées par le risque d’inondation par débordement de cours d'eau, notamment l'Ardèche et le Valat d'Aiguèze. La commune a été reconnue en état de catastrophe naturelle au titre des dommages causés par les inondations et coulées de boue survenues en 1982, 1987, 1988, 1999 et 2005,.

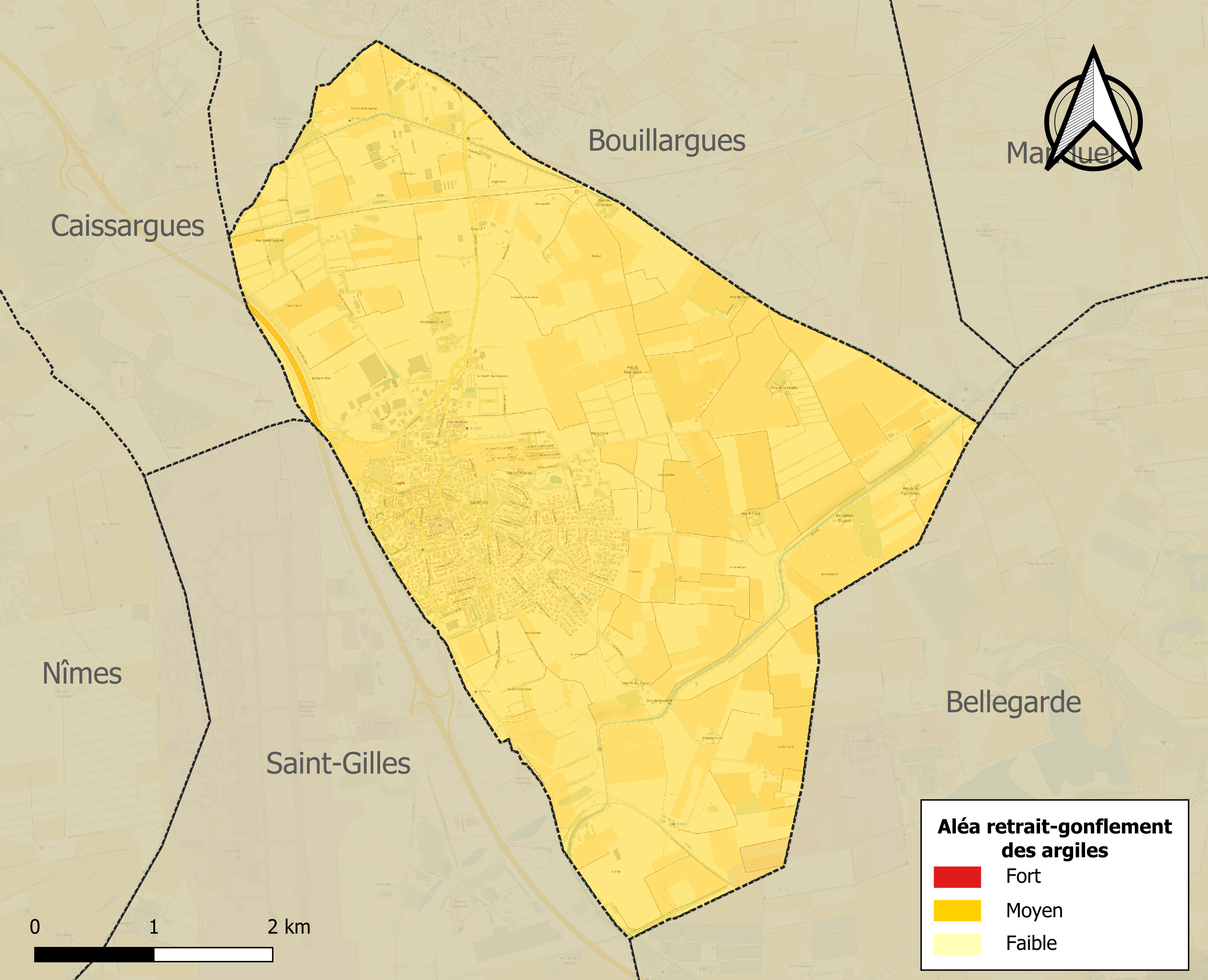
Carte des zones d'aléa retrait-gonflement des sols argileux de Garons.

Le retrait-gonflement des sols argileux est susceptible d'engendrer des dommages importants aux bâtiments en cas d’alternance de périodes de sécheresse et de pluie. La totalité de la commune est en aléa moyen ou fort (67,5 % au niveau départemental et 48,5 % au niveau national). Sur les 1 534 bâtiments dénombrés sur la commune en 2019, 1534 sont en aléa moyen ou fort, soit 100 %, à comparer aux 90 % au niveau départemental et 54 % au niveau national. Une cartographie de l'exposition du territoire national au retrait gonflement des sols argileux est disponible sur le site du BRGM,.
Par ailleurs, afin de mieux appréhender le risque d’affaissement de terrain, l'inventaire national des cavités souterraines permet de localiser celles situées sur la commune.

#### Risques technologiques
Le risque de transport de matières dangereuses sur la commune est lié à sa traversée par des infrastructures routières ou ferroviaires importantes ou la présence d'une canalisation de transport d'hydrocarbures. Un accident se produisant sur de telles infrastructures est en effet susceptible d’avoir des effets graves au bâti ou aux personnes jusqu’à 350 m, selon la nature du matériau transporté. Des dispositions d’urbanisme peuvent être préconisées en conséquence.

## Toponymie
Occitan Garouns, du roman Garons, du bas latin Garonis.

## Histoire

### Antiquité
Au IIe siècle av. J.-C., 2 villas romaines étaient implantées sur le territoire de Garons.

### Moyen Âge
En 635, le domaine de Garons est attribué à l'évêque Rémessaire par les rois Wisigoths qui occupent la Septimanie. Un texte du VIIe siècle fait mention d'un hameau installé sur le domaine[réf. nécessaire].
Le domaine de Garons fut donné en 784 par l'évêque de Nîmes Rémessaire à la mense épiscopale de Nîmes.

### Époque moderne
Au XVIe siècle, durant les luttes entre catholiques et protestants, le hameau reste du côté des évêques de Nîmes qui y ont élu résidence. De ce passé, la commune a conservé le château des évêques, actuel hôtel de ville.

### Révolution française et Empire
Le 15 mars 1790, Bouillargues fut érigée en commune par ordre du comité exécutif du directoire de Nîmes. Les hameaux de Garons, Caissargues et Rodilhan y furent annexés. La nouvelle commune était dirigée par une majorité de protestants. Le 9 novembre de la même année, l’Assemblée Nationale vota l’autonomie de la commune.

### Époque contemporaine
Garons est érigée en commune par ordonnance royale du 19 octobre 1835. Au cours du XIXe siècle, la culture de la vigne représente une part importante de l'activité agricole.
Durant la crise phylloxérique, la Duchesse de Fitz-James, une aristocrate demeurant au sein du domaine de Saint-Bénézet collabore avec le maire Jacques Comy. Ce dernier est à la fois fermier, bourrelier et inventeur. À partir de 1871, ils vont tenter d'endiguer la phylloxera avec des traitements sulfuristes et américanistes.
L'ouverture de l'aéroport en 1958 renouvelle l'économie du village et au début des années 1960 la forte immigration fait faire un bond à la population de Garons.

## Politique et administration

### Jumelages
| Garons Kalivia Revigliasco d'Asti Flörsheim-Dalsheim |

- Kalivia (Grèce) depuis 1995
- Revigliasco D'Asti (Italie) depuis 2000
- Flörsheim-Dalsheim (Allemagne) depuis 2013

## Population et société

### Démographie
L'évolution du nombre d'habitants est connue à travers les recensements de la population effectués dans la commune depuis 1836. Pour les communes de moins de 10 000 habitants, une enquête de recensement portant sur toute la population est réalisée tous les cinq ans, les populations de référence des années intermédiaires étant quant à elles estimées par interpolation ou extrapolation. Pour la commune, le premier recensement exhaustif entrant dans le cadre du nouveau dispositif a été réalisé en 2008.

En 2022, la commune comptait 5 244 habitants, en évolution de +8,35 % par rapport à 2016 (Gard : +2,97 %, France hors Mayotte : +2,11 %).
| 1836 | 1841 | 1846 | 1851 | 1856 | 1861 | 1866 | 1872 | 1876  |
| ---- | ---- | ---- | ---- | ---- | ---- | ---- | ---- | ----- |
| 653  | 709  | 756  | 850  | 925  | 981  | 999  | 949  | 1 055 |

| 1881 | 1886 | 1891 | 1896  | 1901  | 1906  | 1911 | 1921 | 1926 |
| ---- | ---- | ---- | ----- | ----- | ----- | ---- | ---- | ---- |
| 900  | 995  | 978  | 1 029 | 1 042 | 1 005 | 960  | 797  | 824  |

| 1931 | 1936 | 1946 | 1954 | 1962 | 1968  | 1975  | 1982  | 1990  |
| ---- | ---- | ---- | ---- | ---- | ----- | ----- | ----- | ----- |
| 754  | 689  | 595  | 617  | 664  | 1 317 | 2 049 | 2 788 | 3 648 |

| 1999  | 2006  | 2008  | 2013  | 2018  | 2022  | - | - | - |
| ----- | ----- | ----- | ----- | ----- | ----- | - | - | - |
| 3 692 | 4 219 | 4 373 | 4 687 | 4 950 | 5 244 | - | - | - |

### Enseignement
L'école maternelle et l'école élémentaire de la ville portent toutes deux le nom de Jean Monnet. Situées l'une à côté de l'autre dans la rue du Levant, ce sont pourtant deux entités distinctes pour l'Éducation nationale.
L'école Saint-Exupéry, située rue de la République, est l'école historique de la ville. Ses locaux hébergent encore trois classes mais sa gestion administrative a été intégrée à celle de l'école primaire Jean Monnet.
Les établissements de secteur pour le secondaire sont le collège Les Fontaines à Bouillargues et le lycée Ernest-Hemingway à Nîmes.

## Économie

### Revenus
En 2018  (données Insee publiées en septembre 2021), la commune compte 1 840 ménages fiscaux, regroupant 4 809 personnes. La médiane du revenu disponible par unité de consommation est de 20 740 € (20 020 € dans le département). 46 % des ménages fiscaux sont imposés (43,9 % dans le département).

### Emploi
|                | 2008   | 2013   | 2018 |
| -------------- | ------ | ------ | ---- |
| Commune        | 8,3 %  | 11,1 % | 11 % |
| Département    | 10,6 % | 12 %   | 12 % |
| France entière | 8,3 %  | 10 %   | 10 % |

En 2018, la population âgée de 15 à 64 ans s'élève à 3 099 personnes, parmi lesquelles on compte 75,3 % d'actifs (64,3 % ayant un emploi et 11 % de chômeurs) et 24,7 % d'inactifs,. Depuis 2008, le taux de chômage communal (au sens du recensement) des 15-64 ans est inférieur à celui du département, mais supérieur à celui de la France.
La commune fait partie de la couronne de l'aire d'attraction de Nîmes, du fait qu'au moins 15 % des actifs travaillent dans le pôle,. Elle compte 1 993 emplois en 2018, contre 1 995 en 2013 et 2 173 en 2008. Le nombre d'actifs ayant un emploi résidant dans la commune est de 2 016, soit un indicateur de concentration d'emploi de 98,9 % et un taux d'activité parmi les 15 ans ou plus de 59,6 %.
Sur ces 2 016 actifs de 15 ans ou plus ayant un emploi, 405 travaillent dans la commune, soit 20 % des habitants. Pour se rendre au travail, 87,2 % des habitants utilisent un véhicule personnel ou de fonction à quatre roues, 4,2 % les transports en commun, 5,2 % s'y rendent en deux-roues, à vélo ou à pied et 3,5 % n'ont pas besoin de transport (travail au domicile).

### Activités hors agriculture

#### Secteurs d'activités
357 établissements sont implantés  à Garons au 31 décembre 2019. Le tableau ci-dessous en détaille le nombre par secteur d'activité et compare les ratios avec ceux du département,.
| Secteur d'activité                                                                                        | Commune | Commune | Département |
| Secteur d'activité                                                                                        | Nombre  | %       | %           |
| --- | ------- | ------- | ----------- |
| Ensemble                                                                                                  | 357     | 100 %   | (100 %)     |
| Industrie manufacturière, industries extractives et autres                                                | 40      | 11,2 %  | (7,9 %)     |
| Construction                                                                                              | 73      | 20,4 %  | (15,5 %)    |
| Commerce de gros et de détail, transports, hébergement et restauration                                    | 104     | 29,1 %  | (30 %)      |
| Information et communication                                                                              | 3       | 0,8 %   | (2,2 %)     |
| Activités financières et d'assurance                                                                      | 9       | 2,5 %   | (3 %)       |
| Activités immobilières                                                                                    | 16      | 4,5 %   | (4,1 %)     |
| Activités spécialisées, scientifiques et techniques et activités de services administratifs et de soutien | 42      | 11,8 %  | (14,9 %)    |
| Administration publique, enseignement, santé humaine et action sociale                                    | 39      | 10,9 %  | (13,5 %)    |
| Autres activités de services                                                                              | 31      | 8,7 %   | (8,8 %)     |

Le secteur du commerce de gros et de détail, des transports, de l'hébergement et de la restauration est prépondérant sur la commune puisqu'il représente 29,1 % du nombre total d'établissements de la commune (104 sur les 357 entreprises implantées  à Garons), contre 30 % au niveau départemental.

#### Entreprises et commerces

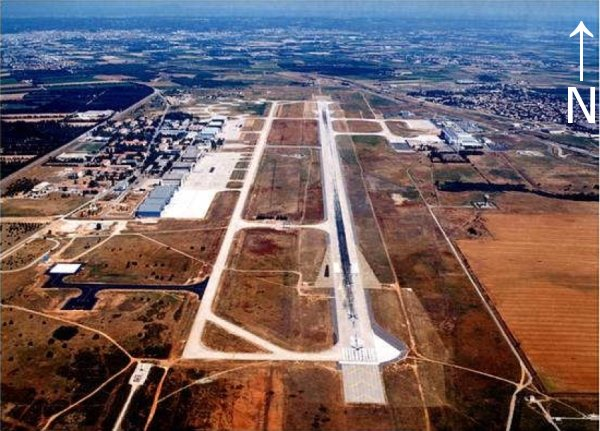
L'aéroport de Nîmes-Garons.

Les cinq entreprises ayant leur siège social sur le territoire communal qui génèrent le plus de chiffre d'affaires en 2020 sont : 
- Trefilaction, commerce de gros (commerce interentreprises) de quincaillerie (20 665 k€) ;
- Santerne Camargue, construction de réseaux électriques et de télécommunications (10 235 k€) ;
- Cofex Mediterranee, construction d'autres ouvrages de génie civil n.c.a. (7 304 k€) ;
- Les Cinq Sens, hébergement médicalisé pour personnes âgées (3 568 k€) ;
- DG Laser, découpage, emboutissage (3 015 k€).

La ville bénéficie de la présence de l'aéroport et de la base de Défense (qui fut longtemps le 1er fournisseur d'emplois).

### Agriculture
La commune est dans la « Plaine Viticole », une petite région agricole occupant le  sud-est du département du Gard. En 2020, l'orientation technico-économique de l'agriculture  sur la commune est la polyculture et/ou le polyélevage.
|               | 1988 | 2000 | 2010  | 2020 |
| ------------- | ---- | ---- | ----- | ---- |
| Exploitations | 47   | 25   | 36    | 37   |
| SAU (ha)      | 759  | 434  | 1 231 | 842  |

Le nombre d'exploitations agricoles en activité et ayant leur siège dans la commune est passé de 47 lors du recensement agricole de 1988  à 25 en 2000 puis à 36 en 2010 et enfin à 37 en 2020, soit une baisse de 21 % en 32 ans. Le même mouvement est observé à l'échelle du département qui a perdu pendant cette période 61 % de ses exploitations,. La surface agricole utilisée sur la commune a quant à elle augmenté, passant de 759 ha en 1988 à 842 ha en 2020. Parallèlement la surface agricole utilisée moyenne par exploitation a augmenté, passant de 16 à 23 ha.

#### Spécialisations
La principale activité de la commune jusqu'aux années 1970 était l'agriculture avec la dominance de la viticulture et des vergers.
La commune héberge sur son territoire plusieurs manades, dont la manade Arlatenco. Celle-ci a été fondée à Garons en 1951 par Frédéric Clément, à partir de bétail provenant des manades Pastré et Guillierme.
La manade s'étend sur 80 hectares, avec des pâturages sur les communes de Raphèle-lès-Arles et d'Aimargues. Elle possède des arènes et une salle ouverte d’été (loupio) d'une capacité de 320 personnes. Le bétail se compose de 210 taureaux et vaches et 23 chevaux.

## Culture locale et patrimoine

### Édifices civils
La résidence d'été des évêques de Nîmes abrite actuellement l'hôtel de ville et le bureau de poste de la ville.

### Édifices religieux
- Église Saint-Étienne de Garons. L'église fut construite au XIXe siècle dans un style néo-gothique.

### Parcs et jardins

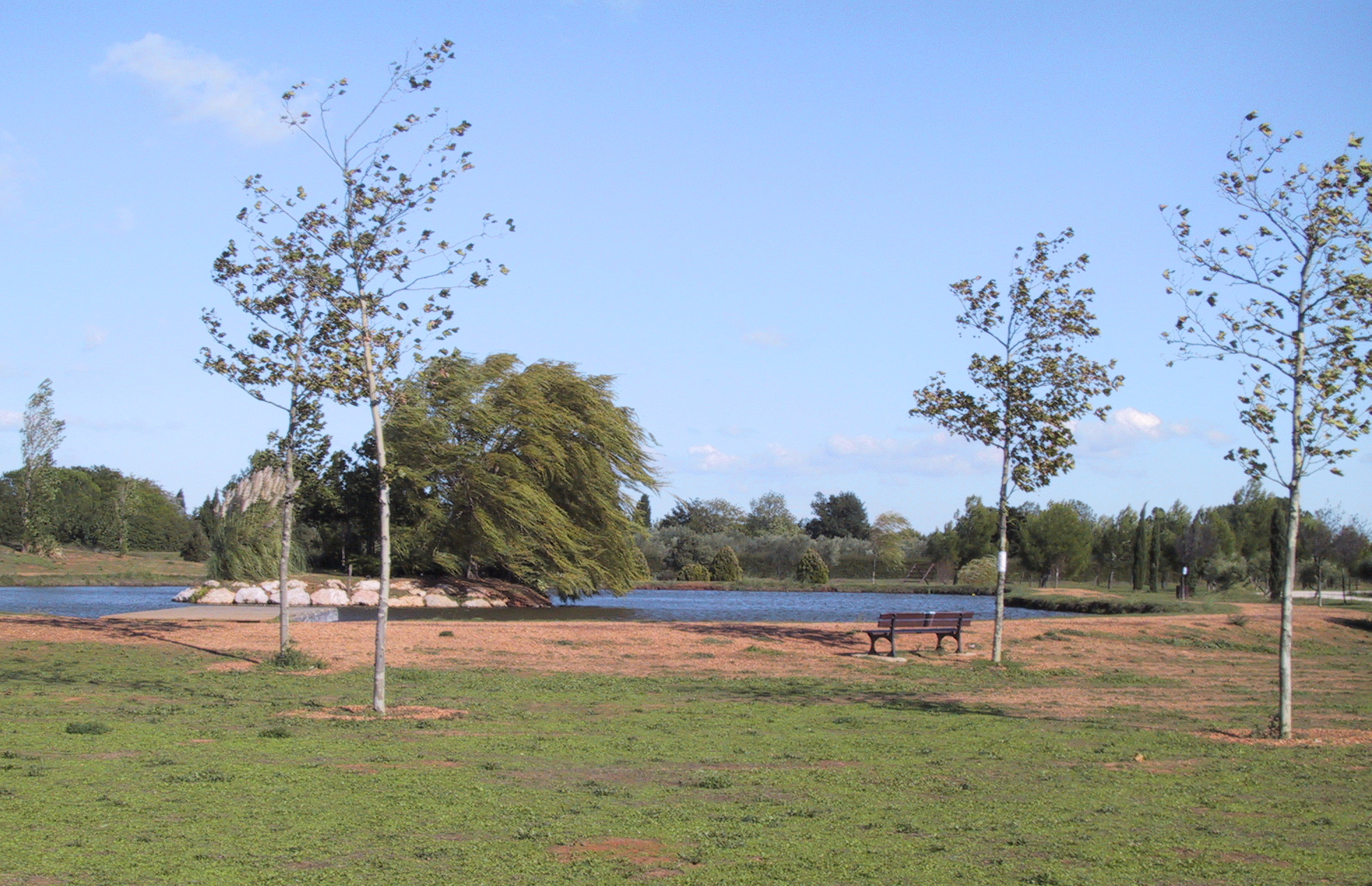
Le parc

### Personnalités liées à la commune
- Raymond Pellegrin (1925-2007), acteur français, y est mort.
- Andréa Guiot (1928-2021), soprano française, y est née.

## Héraldique
| Blason de Garons | Blason  | De gueules à la mitre d'évêque d'or.             |
| Blason de Garons | Détails | Le statut officiel du blason reste à déterminer. |